# Halmyrapseudes killaiyensis
Halmyrapseudes killaiyensis är en kräftdjursart som först beskrevs av Balasubrahmanyan 1962.  Halmyrapseudes killaiyensis ingår i släktet Halmyrapseudes och familjen Parapseudidae. Inga underarter finns listade i Catalogue of Life.